# 和田古城墙
和田古城墙，清代和阗汉城城墙，中华人民共和国新疆维吾尔自治区和田市文物保护单位，始建于1890年，现存的南、西、北三面残圜。

## 历史
清光绪十六年（1890年），刘锦棠下令修建和阗汉城城墙，历经15年，至1905年竣工。城墙底宽9米，顶宽6米，高7米，轮廓为方形，周长1604米。东南西北分别设有于田门、墨玉门、莎车门、北门。平日南北两门常开，喜庆或迎接贵客时开东门。城墙内原本设立有政府、军事机关和粮库，因城内居民多为汉族，故又被称为“汉城”。
和田古城墙现存的南、西、北三面残圜，已经被和田市人民政府确立为县级文物保护单位。